# Jorge Díaz
Jorge Díaz Gutiérrez (* 20. Februar 1930 in Rosario, Santa Fe, Argentinien; † 13. März 2007 in Santiago de Chile) war ein chilenisch-spanischer Dramatiker.

## Leben
Díaz wurde in Argentinien als Sohn spanischer Eltern geboren. Mit drei Jahren siedelte die Familie nach Chile um, wo er bis Mitte der 1960er Jahre lebte.
Seine Karriere begann er als Mitglied der chilenischen experimentellen Theatergruppe Ictus, für die er zunächst als Bühnenbildner tätig war. 1959 spielte er als Schauspieler in einer Produktion von Ionescos Schauspiel Die kahle Sängerin mit, einem Schlüsselwerk des Absurden Theaters. In der Folge schrieb er dann auch selbst Stücke, die dem Absurden Theater zuzurechnen sind.
Seine meistgespielten Werke El cepillo de Dientes (Die Zahnbürste) und El velero en la botella (Das Segelschiff in der Flasche) kreisen um Probleme der zwischenmenschlichen Kommunikation. Weitere wichtige Themen seines Werks sind Respekt, Ökologie und Solidarität.
Mitte der 1960er Jahre zog Díaz nach Spanien, wo er etwa dreißig Jahre lang lebte, bevor er 1994 nach Chile zurückkehrte. Er starb 2007 in Chile an Speiseröhrenkrebs.
Díaz zählt mit über hundert Bühnenwerken für Erwachsene und Kinder zu den bekanntesten Autoren der „Generación del 50“, der Generation der um 1920–1930 geborenen spanischsprachigen Schriftsteller, die in den 1950er Jahren in der Öffentlichkeit hervortraten.

## Theater
- 1987: Die ganze lange Nacht – Regie: Alejandro Quintana (Berliner Ensemble)

## Ehrungen
- Premio Nacional de las Artes de la Comunicación y Audiovisuales, Chile, 1993
- Premio Antonio Buero Vallejo de Guadalajara, 1992
- Premio Born de Teatro 1990 für A imagen y semejanza
- Premio Born de Teatro 1992 für El jaguar azul
- Premio de Teatro Centenario de la Caja de Ahorros de Badajoz, 1989
- Zweiter Preis im Concurso de Dramaturgia Eugenio Dittborn, für Fragmentos de alguien, 1987
- Premio Palencia de Teatro, 1980